# 에드거 에이드리언
제1대 에이드리언 남작 에드거 더글러스 에이드리언(영어: Edgar Douglas Adrian, 1st Baron Adrian, OM PRS, 1889년 11월 30일 ~ 1977년 8월 4일)은 영국의 전기생리학자이다. 1932년에 신경 세포의 기능을 발견한 공로로 찰스 스콧 셰링턴과 함께 노벨 생리학·의학상을 수상했다.

## 수상 경력
- 1932년 : 노벨 생리학·의학상
- 1934년 : 로열 메달
- 1946년 : 코플리 메달
- 1953년 : 앨버트 메달

## 서적
- 《The Basis of Sensation》 (1928년)
- 《The Mechanism of Nervous Action》 (1932년)
- 《Factors Determining Human Behavior》 (1937년)